# 吉炳轩
吉炳轩（1951年11月—），河南孟津人，中国共产党、中华人民共和国政治人物，原副国级领导人。郑州大学中文系毕业。曾任共青团河南省委书记、中共新乡市委书记、中共中央宣传部常务副部长、中共黑龙江省委书记、黑龙江省人大常委会主任、第十二届、十三届全国人大常委会副委员长等職務。中共第十六屆中央候補委員，第十七屆、十八届、十九届中央委員。

## 生平
1975年，吉炳軒受推荐进入郑州大学中文系学习，成为“工农兵学员”。1978年10月大学毕业后参加工作，被分配到家乡孟津县平乐高中任教。1980年4月加入中国共产党。后进入中共孟津县委工作，开始从政之路。
从政后，吉炳軒曾一直在河南省地方任职；历任孟津县朝阳乡党委书记，偃师县委副书记、县长、县委书记。1987年5月，被拔擢为共青团河南省委副书记；两个月后，出任共青团河南省委书记，由县处级干部跃升地市级高官。1990年12月，转任中共河南省委副秘书长、兼省委政策研究室主任；一年后，出任中共新乡市委书记。
1993年，42岁的吉炳軒调中央，出任共青团中央书记处书记；两年后，转任中共吉林省委常委、省委宣傳部部長。1998年，再次回到北京，出任國家廣播電影電視總局副局長、党组副书记；2001年8月起，任中共中央宣传部副部长；并在中共十六大上，担任大会新聞發言人，被外界所熟知。2003年4月，升任中宣部常務副部長、兼中央文明委办公室主任，是李长春、刘云山的助手。2008年4月，吉炳軒第三次到地方任职，接替钱运录出任中共黑龍江省委書記；并出任省人大常委会主任。
2013年3月14日当选第十二届全国人民代表大会常务委员会副委员长，跻身党和国家领导人行列；3月20日起，不再担任黑龙江省的领导职务。2018年3月17日，连任第十三届全国人民代表大会常务委员会副委员长，成为曾经下级栗战书的副手（吉炳轩任黑龙江省委书记时，栗战书任黑龙江省长）。
吉炳轩任全国人大常委会副委员长后，主要负责农业工作。2021年7月19日，全国人大常委会畜牧法执法检查组举行第二次全体会议，研究讨论执法检查报告稿，部署有关工作。全国人大常委会副委员长吉炳轩、万鄂湘、武维华出席。2021年10月21日，十三届全国人大常委会第三十一次会议举行第二次全体会议，吉炳轩作常委会专题调研组关于加强种质资源保护和育种创新情况的调研报告。2021年9月10日，国际粮食减损大会在山东济南开幕。吉炳轩出席开幕式，宣读中共中央总书记习近平贺信并致辞。
2015年、2017年、2019年，作为习近平的特使先后出席阿根廷、塞尔维亚和巴西三国的总统就职仪式。
2020年12月，彭佩奥领导的美国国务院宣布因香港问题制裁全国人大常委会14名副委员长，吉炳轩在列其中。
2018年起，连续出席主持第一至四届中法二轨高级别对话。2021年起，连续主持出席中俄立法机构地方合作视频会议。
2022年10-11月，当选为中共二十大代表和二十大主席团成员。

## 著作
著有学术笔记《鉴知录》、《清心集》、《寂聊集》。

## 家庭
- 弟：吉炳伟：曾任中共开封市委书记，现任河南省人大常委会秘书长。